# US Clay Court Championships 1980
Lo US Clay Court Championships 1980 è stato un torneo di tennis giocato sulla terra verde. È stata la 28ª edizione del torneo, che fa parte del WTA Tour 1980. Si è giocato ad Indianapolis negli USA dal 4 al 10 agosto 1980.

## Campionesse

### Singolare
Chris Evert ha battuto in finale  Andrea Jaeger con il punteggio di 6–4, 6–3

### Doppio
Anne Smith /  Paula Smith hanno battuto in finale  Virginia Ruzici /  Renáta Tomanová con il punteggio di 6–4, 3–6, 6–4